# 2008 en gymnastique
| Années de la gymnastique : 2005 - 2006 - 2007 - 2008 - 2009 - 2010 - 2011    |
| Décennies de la gymnastique : 1970 - 1980 - 1990 - 2000 - 2010 - 2020 - 2030 |

Les faits marquants de l'année 2008 en gymnastique

## Compétitions
- 29 et 30 mars : Internationaux de gymnastique rythmique de Thiais
- 3 au 6 avril : 27e championnats d'Europe de gymnastique artistique féminine à Clermont-Ferrand (Site officiel)
- 4 et 5 avril : Coupes nationales de trampoline, tumbling et gymnastique acrobatique à Levallois (Site de la Fédération Française de Gymnastique)
- 8 au 11 mai : 28e championnats d'Europe de gymnastique artistique masculine à Lausanne (Site officiel)
- 9 au 24 août : Gymnastique aux jeux Olympiques de 2008
- 13 au 14 décembre 2008 : Finale de la Coupe du monde de gymnastique artistique à Madrid.

## Faits marquants
- 26 janvier : Lors de sa séance extraordinaire, le Comité exécutif de la Fédération internationale de gymnastique a décidé de déménager son siège à Lausanne avant l'été prochain.

## Décès
- 30 mai : Décès de Boris Shakhlin.